# Куртя Нова
Куртя Нова (на румънски: Curtea Nouă — Нов двор) е резиденция на господарите на Влашко между 1776 и 1812 години.
Разположена в близост до манастира Михай Вода, тя е построена между 1775 и 1776 г. по време на първото управление на Александър Ипсиланти Стария и е предназначена да замени Куртя Веке. 
Куртя Нова е във византийски стил и имала три етажа, четири стълбища и три кули. Дворецът изгаря до основи през 1812 г. През 20 век археолозите откриват под мястото, където дворецът е стоял, две мазета и два тайни прохода.